# Поуль-Геннінґ Камп
Поуль-Геннінґ Камп (дан. Poul-Henning Kamp, народився 20 січня 1966) — відомий данський комп'ютерний розробник програмного забезпечення. На даний час він проживає в Слагельсе, Данія.

## Участь в проекті FreeBSD
Поуль-Геннінґ Камп займається проектом FreeBSD протягом більшої частини його тривалості. Він відповідає за широко використовувану реалізацію MD5crypt алгоритму хешування паролів MD5, величезну кількість системного коду, включаючи рівень зберігання FreeBSD GEOM, перетворення криптографічного сховища GBDE, частину реалізації файлової системи UFS2, бібліотеки malloc і коду NTP timecounters.

## Видатні проекти
Він є провідним архітектором і розробником проекту Open source Varnish cache, прискорювача HTTP.

## Конфлікт з D-Link
В 2006 році у Poul-Henning Kamp виникла сварка з виробником електроніки D-Link. Він стверджував, що вони роблять вандалізм NTP, вставляючи IP-адресу своїх серверів NTP в свої маршрутизатори. Конфлікт завершився 27 квітня 2006 року.

## Інше
Poul-Henning Kamp в списках розсилки FreeBSD відповідає за популяризацію терміну bike shed discussion і похідного терміна bikeshedding, щоб описати закон тривіальності Паркінсона в проектах з відкритим вихідним кодом — коли обсяг обговорення, який отримує суб'єкт, обернено пропорційний його важливості.
Poul-Henning Kamp відомий тим, що вважає за краще ліцензію Beerware license до GNU General Public License (GPL).

## Публікації
Poul-Henning Kamp опублікував значну кількість статей в таких публікаціях, як Communications of the ACM і ACM Queue, в основному за темами обчислень і хронометражу. Добірка публікацій:
- USENIX ATC 1998 FREENIX track, «malloc(3) Revisited»
- USENIX BSDCon 2003, GBDE-GEOM Based Disk Encryption
- USENIX BSDCon 2002, Rethinking /dev and devices in the UNIX kernel
- ACM Queue: Building Systems to be Shared Securely
- ACM Queue: You're doing it wrong
- ACM Queue: A Generation Lost in the Bazaar
- Communications of the ACM 2011: The Most Expensive One-Byte Mistake
- Communications of the ACM 2011: The One-Second War